# Adelphi (editora)
A Adelphi é uma editora italiana fundada em Milão em junho de 1962 por Luciano Foà e Roberto Olivetti. Entre seus colaboradores contou com Roberto Bazlen, Giorgio Colli, Sergio Solmi, Claudio Rugafiori e Roberto Calasso. Roberto Calasso em 1971 assumiu a direção editorial da empresa, passou a diretor executivo em 1990 e enfim presidente em 1999. Em 2006 48% da Adelphi era propriedade do Grupo RCS.
O sucesso da editora é ligado sobretudo à capacidade de apresentar ao público obras literárias e fisolóficas de grande envergadura, caracterizadas sempre pelo estilo refinado e imediatamente reconhecível. É digna de nota a atenção dedicada à cultura centro-europeia.
Além da escolha editorial de conciliar visões de autores distantes entre si é particular o empenho da editora, desde a sua fundação, em difundir pensadores talvez pouco conhecidos no panorama mundial, mas de grande influência na cultura contemporânea.
Entre 2001 e 2004 a Adelphi publicou a revista literária Adelphiana, cujos artigos estão ainda disponíveis na internet.